# 凯雷集团
凯雷集团，舊譯為卡萊爾集團，成立於1987年，創始人為大卫·鲁宾斯坦等人，是一家位于美國华盛顿特区的私募股权投资公司，主要業務包括企業購併、房地產、槓桿財務以及創投，投資產業範圍遍及航太國防、消費零售、能源、醫療保健、科技、電信、媒體與運輸業。管理的资产超过3760亿美元，给投资者的年均回报率高达35%，被称为“总统俱乐部”。
美国前任总统老布什、英国前首相梅杰、菲律宾前总统菲德尔·拉莫斯、美国前证券与交易委员会（SEC）主席阿瑟·列维特、金融大鳄乔治·索罗斯都曾在其中挂职，拥有较深的政治资源。在这个“俱乐部”的投资者中间，也包括美国前任总统布什、本·拉登家族成员，只是在“9.11”恐怖袭击事件之后，出于政治上的考虑，凯雷集团结束了与賓拉登家族表面的合作关系。

## 历史
凯雷最早的发起人是史蒂芬·诺里斯，他在担任万豪集团收购兼并公司的税务负责人时，发现收购阿拉斯加爱斯基摩人的公司能够合理避税，这让他由此投身于私人股权投资业务。通过前总统卡特的助理大卫·鲁宾斯坦的政治背景和人脉募集了第一批投资人，这便是凯雷的起点。
凯雷早期并不算成功，直到在老布什任美国总统期间，老布什家族实际控制了凯雷，当时担任国务卿的詹姆斯·貝克曾担任凯雷高级顾问并为其大股东之一，美国前国防部长弗兰克·卡鲁奇曾任其董事长，前白宫预算主任迪克·达尔曼也曾担任其顾问。
尽管凯雷独特的政府背景给予业务上诸多便利，但是当凯雷完成早期的一系列交易之后，其最大的基金也不过只有1亿美元。为解决此问题，1990年代中期请来乔治·索罗斯成为凯雷的有限责任合伙人，在他的号召之下，筹集资金突然变得令人惊奇的容易。并于1990年通过政治和金融的完美结合，表面上通过前国防部长弗兰克·卡路奇促成了凯雷在国防工业中的一项重大投资。从美国陆军那里赢得了200亿美元的军火合同，凯雷集团才真正起飞，标志着布什家族财富通过金融工具迅速成世界巨富。
史蒂芬·诺里斯，于1995年选择离开另起炉灶。
公司的取名源自二人第一次见面讨论成立公司的酒店名，位於纽约上东区的凯雷酒店（Carlyle Hotel）。
2007年，阿布扎比投資公司Mubadala以13.5億美元，購入凱雷7.5%股權。
2011年，凱雷投資集團（Carlyle Group-Carlyle Asia Growth Partners IV）和雲峰資本收購了數字電影解決方案提供商GDC Technology Limited約80％的股份。
2019年，凱雷集團因為在斯庫特·布萊恩收購美國歌手泰勒絲母帶版權時提供資助而被捲入爭議。
2020年6月2日，The Carlyle Group 和 T&D Holdings宣布他們已完成對Fortitude Group Holdings的76.6％股權的購買，Fortitude Group Holdings包括Fortitude Re和American International Company Inc. 。
2021年1月，凱雷投資集團收購了英國視頻遊戲開發工作室Jagex的多數股權，後者以大型多人在線遊戲RuneScape聞名。

## 旗下全资公司
- 凯雷资產管理有限公司（Carlyle Capital Corporation）

成立于2006年8月，专门用于投资次级贷款，由于危机爆发，无法支付166亿美元的次级贷款，公司已经在08年3月在媒体上宣布进入破产清算。2017年9月，法院裁定凯雷在诉讼中不承担任何责任。

## 收購公司
2006年，凱雷集團併購東森電視台。
凯雷目前在中国大肆收购重要国有企业如太平洋保险、徐工集团等，但其出价往往大大低于企业的实际资产，引起不少争议。
在台灣曾試圖收購日月光半導體，但因出價過低及政府不支持等因素，於2007年4月宣告破局。
後來於2007年11月9日入主東森媒體集團旗下的東森媒體科技。
東森媒體科技系統台改名為凱擘股份有限公司，已於2009年9月16日被台灣大哥大併購。
另外於2017年11月14日東森電視台出售給茂德國際投資公司。

## 在亚洲管理的基金
- 亚洲技术投资基金
- 凯雷亚洲合伙人，750百万美元，企业收购基金
- 凯雷亚洲创投I，159百万美元，创业基金
- 凯雷亚洲创投II，164百万美元，创业基金
- 凯雷亚洲房地产基金，410百万美元

## 集团相关重要人物

### 商界
- G. Allen Andreas，Archer Daniels Midland Company董事长。
- Daniel Akerson，美国多家大公司董事。
- Joaquin Avila，美国著名投资银行家。
- Lou Gerstner，现任凯雷集团董事长，曾任IBM董事会主席和著名的食品企业Nabisco的CEO。
- Laurent Beaudoin，加拿大著名重工业巨无霸彭巴迪BombardierCEO（1979年至今）。
- Paul Desmarais，加拿大电力公司董事长。
- Arthur Levitt，前任美国证监会主席。
- David M. Moffett，美国最大房贷机构房地美（Freddie Mac）的CEO，由财政部长Henry M. Paulson Jr.亲自任命。（2008年9月7日）
- Karl Otto Pöhl，前任Bundesbank总经理。
- Olivier Sarkozy（前任法国总统尼古拉·薩科齊同父异母兄弟），凯雷财务咨询管理董事和总经理（2008年3月至今）[9]。
- Jeffrey Chen，ASE-Taiwan台湾路透社CEO。
- Jason Chang，ASE Group台湾路透社董事长。

### 政界

#### 北美
- 詹姆斯·貝克，前任老布什美国国务卿，里根和小布什总统班子成员，1993年至2005年期間擔任凯雷高级顾问。
- Frank C. Carlucci，前任美国国防部长（1987－1989）；国防部长Donald Rumsfeld的大学摔跤伙伴，曾擔任凯雷集团董事长（1989－2005）。
- Richard Darman，老布什预算办公室部长，1993年至今擔任凯雷高级管理董事和顾问。
- Randal K. Quarles，前任小布什秘书团成员。
- Allan Gotlieb，加拿大驻美国大使（1981－1989），凯雷加拿大顾问团成员。
- Arthur Levitt，前任美国证监会主席，從2001年至今擔任凯雷高级顾问。
- Dan Senor，政治顾问
- Peter Lougheed，加拿大阿尔伯特（Alberta）省长（1971年－1985年）。
- Luis Téllez Kuenzler，墨西哥经济学家，现任交通部长，前任能源部长。
- Frank McKenna，加拿大驻美国大使，前任凯雷加拿大顾问团成员。

#### 欧洲
- 梅傑，英国前任总理，曾擔任凯雷欧洲总经理（2002－2005）。

#### 澳大利亚
- Peter Cornelius，澳大利亚尼尔森新闻调查公司CEO。

#### 亚洲
- 刘鸿儒，前任中国证监会主席。
- 阿南·班雅拉春，泰国（两任）前总理，2004年以前凯雷亚洲顾问团成员。
- 斐代爾·瓦爾迪斯·羅慕斯，菲律宾前总统，2004年以前凯雷亚洲顾问团成员。
- 他信，泰国前总理，2001年以前凯雷亚洲顾问团成员。

#### 中东
- 沙飞格·本拉登（Shafig bin Laden），头号恐怖分子賓拉登的亲哥哥。

### 媒体
- Norman Pearlstine（英语：Norman Pearlstine），时代主编（1995－2005）。

## 外部連結
- Carlyle Group（英文）
- Carlyle Group（页面存档备份，存于）（英文）
- 凯雷投资集团（简体中文）
- カーライル・グループ（页面存档备份，存于）（日語）
- 凱雷投資集團（页面存档备份，存于）（繁體中文）